# 非洲爪蟾
非洲爪蟾，又名光滑爪蟾、非洲爪蛙，简称爪蟾，是南非的一種水生青蛙，是一種重要的模式生物。牠們可以長達12厘米，頭部及身體扁平，沒有外耳或舌頭。其後腳上有3趾短爪，可能是用來挖泥來躲避掠食者。
非洲爪蟾廣泛分佈在非洲大部份地區，另有一些被引入到北美洲、南美洲及歐洲。

## 特徵
非洲爪蟾分佈在撒哈拉以南非洲東南部的池塘及河流。牠們是水生的及呈灰綠色，另有白化作為寵物售賣，在一般的水族館裡，牠們普遍以「白化水生蛙」，在香港則稱為「金蛙」的名字被販售。
非洲爪蟾的平均壽命為5-15歲，一些更可以活到20歲。牠們每年會脫皮一次，並會吃下脫下的皮。
雖然非洲爪蟾沒有聲囊，但雄蛙會收縮喉內肌，發出長及短的顫聲來呼喚交配。一般而言，雌蛙會發聲回應，拍擊聲為接受，緩慢的滴答聲為拒絕。
非洲爪蟾游得很快，會吃體型小的魚類（如米諾魚及孔雀魚）、昆蟲（如蠟蟲及蟋蟀）、及其他動物（如蚯蚓）。牠們也會吃蝦及火腿。牠們獵食時並不能好好按壓獵物，有時獵物甚至會從中逃走，牠們則會以前肢將獵物推入口中。

## 研究用途
非洲爪蟾是發展生物學的重要模式生物。牠們約需1-2年的時間才達至性成熟，且是有四套染色體的。牠們的胚胎很大及容易處理，故在發展生物學上的地位舉足輕重。美國神經生理學家羅傑·斯佩里（Roger Wolcott Sperry）就是利用了非洲爪蟾在視覺發展的研究上，這項研究得出化學親和性假說。非洲爪蟾的近親：熱帶爪蟾現被提升為新的模式生物。
非洲爪蟾及其他爪蟾屬的卵母細胞是分子生物學的重要表達系統。只要將DNA或mRNA注入卵母細胞或發育中的胚胎，科學家就可以在對照下研究蛋白質。這可以讓操控的DNA（或mRNA）有頻密的表達，並輕易地紀錄卵母細胞。研究上面對消除影響結果的天然蛋白質的挑戰，例如卵母細胞的天然膜通道。注入嗎啉基反義核酸到卵母細胞中，就可以阻礙蛋白質的翻譯或改善mRNA前體的剪接。
非洲爪蟾卵的抽取物可以支援DNA複製及其他相關的程序，故能夠在無細胞環境下方便操控，對研究DNA複製及修復很有幫助。
在孕婦的尿液中發現含有大量人類絨毛膜性腺激素，這種激素可以引發非洲爪蟾生產卵母細胞。為了幫助非洲爪蟾的培育，現時會將這種激素注入雄蛙及雌蛙中，幫助交配。
2020年美國佛蒙特大學、塔夫茨大學和哈佛大學韋斯生物啟發工程研究所共同研發了“Xenobot”爪蟾異種機器人，是從非洲爪蟾胚胎取出幹細胞，將其轉型為活體機器人。雖然寬度只有約1毫米，看起來也只是一個團狀物，但它們可以朝目標移動、載運物品（例如需運送至體內特定位置的藥物），破裂、受傷時能自我修復，甚至能自我繁殖。科學家期望它們將來對清理海洋汙染、幫助再生醫學修復人體能有所貢獻。

## 害蟲
非洲爪蟾於2003年在三藩市大肆繁殖，影響了當地的生態系統。
由於非洲爪蟾免疫於蛙壺菌，而蛙壺菌亦是源自於非洲爪蟾在非洲的棲息地，很多學者都相信壺菌病是由牠們所傳播。

## 寵物
非洲爪蟾容易飼養，故成為了新的寵兒。牠們一般會與其他魚類或水生青蛙一同飼養。紅蟲、蝦及豐年蝦都可以作為飼料。飼養下的非洲爪蟾會較野生的大，可以長到15厘米。

## 外部連結
- Xenbase （页面存档备份，存于）
- （英文）爪蟾屬的胚胎發育階段
- Xenopus laevis Keller Explants （页面存档备份，存于）